# British Home Championship 1894
De British Home Championship van 1894 was de 11e editie van de British Home Championship. Het toernooi werd gehouden van 24 februari tot en met 7 april 1894. Schotland werd kampioen.

## Eindstand
| Team      | Gsp | W | G | V | DV | DT | DS | Ptn |
| --------- | --- | - | - | - | -- | -- | -- | --- |
| Schotland | 3   | 2 | 1 | 0 | 9  | 5  | +4 | 5   |
| Engeland  | 3   | 1 | 2 | 0 | 9  | 4  | +4 | 4   |
| Wales     | 3   | 1 | 0 | 2 | 7  | 11 | –4 | 2   |
| Ierland   | 3   | 0 | 1 | 2 | 4  | 8  | –4 | 1   |

## Wedstrijden
|                                                     |                                                   |       |                      | |
| 24 februari 1894 «onderlinge duels» 15:00 uur (UTC) | Wales                                             | 4 – 1 | Ierland              | St Helen's Rugby and Cricket Ground, Swansea Toeschouwers: 7.000 Scheidsrechter: John Campbell (SCO) |
| 24 februari 1894 «onderlinge duels» 15:00 uur (UTC) | Billy Lewis 55', 82' Edwin James 65' Jack Rea 75' |       | 20' Olphie Stanfield | St Helen's Rugby and Cricket Ground, Swansea Toeschouwers: 7.000 Scheidsrechter: John Campbell (SCO) |

|                                                      |                                         |       |                                  |                                                                         |
| 3 maart 1894 «onderlinge duels» 15:30 uur (UTC–0:25) | Ierland                                 | 2 – 2 | Engeland                         | Solitude, Belfast Toeschouwers: 8.000 Scheidsrechter: Thomas Park (SCO) |
| 3 maart 1894 «onderlinge duels» 15:30 uur (UTC–0:25) | Olphie Stanfield 70' William Gibson 87' |       | 43' John Devey 55' Fred Spiksley | Solitude, Belfast Toeschouwers: 8.000 Scheidsrechter: Thomas Park (SCO) |

|                                                  |                  |       |                                                                         |                                                                                  |
| 12 maart 1894 «onderlinge duels» 15:15 uur (UTC) | Wales            | 1 – 5 | Engeland                                                                | Racecourse Ground, Wrexham Toeschouwers: 5.500 Scheidsrechter: Thomas Park (SCO) |
| 12 maart 1894 «onderlinge duels» 15:15 uur (UTC) | Jack Bowdler 10' |       | 30', 55', 80' John Veitch 31' (e.d.) Charlie Parry 85' Cunliffe Gosling | Racecourse Ground, Wrexham Toeschouwers: 5.500 Scheidsrechter: Thomas Park (SCO) |

|                                                  |                                                                                                |       |                      |                                                                                   |
| 24 maart 1894 «onderlinge duels» 15:30 uur (UTC) | Schotland                                                                                      | 5 – 2 | Wales                | Rugby Park, Kilmarnock Toeschouwers: 10.000 Scheidsrechter: Joseph MacBride (IRL) |
| 24 maart 1894 «onderlinge duels» 15:30 uur (UTC) | Davidson Berry 40' John Barker 44' Thomas Chambers 70' David Alexander 75' Jocky Johnstone 85' |       | 15', 40' Hugh Morris | Rugby Park, Kilmarnock Toeschouwers: 10.000 Scheidsrechter: Joseph MacBride (IRL) |

|                                                       |                      |       |                                        |                                                                            |
| 31 maart 1894 «onderlinge duels» 15:30 uur (UTC–0:25) | Ierland              | 1 – 2 | Schotland                              | Solitude, Belfast Toeschouwers: 6.000 Scheidsrechter: Edward Phennah (WAL) |
| 31 maart 1894 «onderlinge duels» 15:30 uur (UTC–0:25) | Olphie Stanfield 65' |       | 25' (e.d.) Sam Torrans 28' Jack Taylor | Solitude, Belfast Toeschouwers: 6.000 Scheidsrechter: Edward Phennah (WAL) |

|                                                 |                                     |       |                                    |                                                                           |
| 7 april 1894 «onderlinge duels» 15:30 uur (UTC) | Schotland                           | 2 – 2 | Engeland                           | Celtic Park, Glasgow Toeschouwers: 45.107 Scheidsrechter: Jack Reid (IRL) |
| 7 april 1894 «onderlinge duels» 15:30 uur (UTC) | William Lambie 7' Sandy McMahon 75' |       | 35' John Goodall 85' Jack Reynolds | Celtic Park, Glasgow Toeschouwers: 45.107 Scheidsrechter: Jack Reid (IRL) |